# Thismia mullerensis
Thismia mullerensis är en enhjärtbladig växtart som beskrevs av Hirokazu Tsukaya och Hiroshi Okada. Thismia mullerensis ingår i släktet Thismia och familjen Burmanniaceae. Inga underarter finns listade i Catalogue of Life.